# 北緯54度40分線

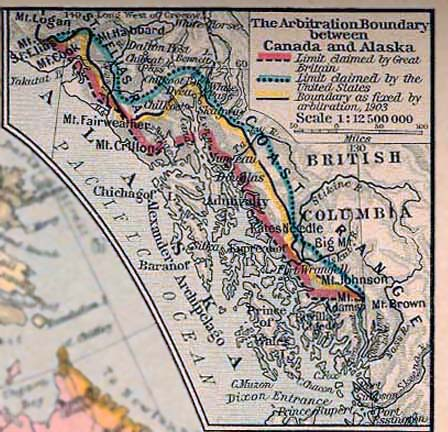
アラスカ州とカナダの境界の地図。1903年に確定した最終的な国境線が黄色で示されている。

北緯54度40分線（英語: Parallel 54°40′ north）は、北緯54度線と北緯55度線の間にある緯線であり、アメリカ合衆国のアラスカ州とカナダのブリティッシュコロンビア州の境界の南端部を形成している。ただし、北緯54度40分線に相当する陸上の境界はなく、ディクソン海峡の北端部を通っている。

## 歴史
この境界は、ロシア帝国・イギリス帝国・アメリカ合衆国の三か国間の交渉の結果による1824年と1825年の条約により確立したものである。
1824年、ロシアとアメリカの間の露米条約（1825年1月12日発効）により、米英が領有権を主張する領域とロシア領アメリカとの境界を北緯54度40分線とすることが決定した。1825年には、ロシアとイギリスの間の英露協定により同様の決定がなされた。1824年の米露間の条約では、北緯54度40分以北の海岸および近隣の島にはアメリカの植民地は作らず、北緯54度40分以南にはロシアの植民地を作らないことで合意された（ただし、メキシコのアルタ・カリフォルニアにあるロシア植民地・フォート・ロスは条約の範囲外とした）。条約には、主権や領有権主張についての明確な言及はなかった。1825年の英露間の条約では、北米大陸における英露の占有地の境界について、より明確に定義された。その境界は、北緯54度40分以北で、現在アラスカ・パンハンドルと呼ばれる地域に沿って西経141度線まで、そこから北に西経141度線に沿って北極海までというものである。
ブリティッシュコロンビア植民地は1858年8月2日に発足した。1867年にアメリカ合衆国はロシア帝国から720万ドルでアラスカを購入した。1867年10月18日にアラスカ県が設置された。1871年7月21日にブリティッシュコロンビア州はカナディアン・コンフェデレーションに加盟した。アラスカは1884年5月17日にアラスカ地区、1912年8月24日にアラスカ準州、1959年1月3日にアラスカ州となった。